# Municipio de Chester (condado de Eaton)
El municipio de Chester (en inglés: Chester Township) es un municipio ubicado en el condado de Eaton en el estado estadounidense de Míchigan. En el año 2010 tenía una población de 1747 habitantes y una densidad poblacional de 18,7 personas por km².

## Geografía
El municipio de Chester se encuentra ubicado en las coordenadas 42°38′23″N 84°53′48″O / 42.63972, -84.89667. Según la Oficina del Censo de los Estados Unidos, el municipio tiene una superficie total de 93.41 km², de la cual 93,31 km² corresponden a tierra firme y (0,11 %) 0,1 km² es agua.

## Demografía
Según el censo de 2010, había 1747 personas residiendo en el municipio de Chester. La densidad de población era de 18,7 hab./km². De los 1747 habitantes, el municipio de Chester estaba compuesto por el 98,34 % blancos, el 0,52 % eran afroamericanos, el 0,11 % eran amerindios, el 0,06 % eran asiáticos, el 0,17 % eran de otras razas y el 0,8 % eran de una mezcla de razas. Del total de la población el 1,26 % eran hispanos o latinos de cualquier raza.